# Ecdemus
Ecdemus is een geslacht van vlinders van de familie spinneruilen (Erebidae), uit de onderfamilie Arctiinae.

## Soorten
- E. fuliginosa Rothschild, 1912
- E. hypoleucus Herrich-Schäffer, 1854
- E. obscuratus Schaus, 1911
- E. pereirai Travassos, 1940
- E. rubrothorax Rothschild, 1911